# Szabó Ferenc (zeneszerző)

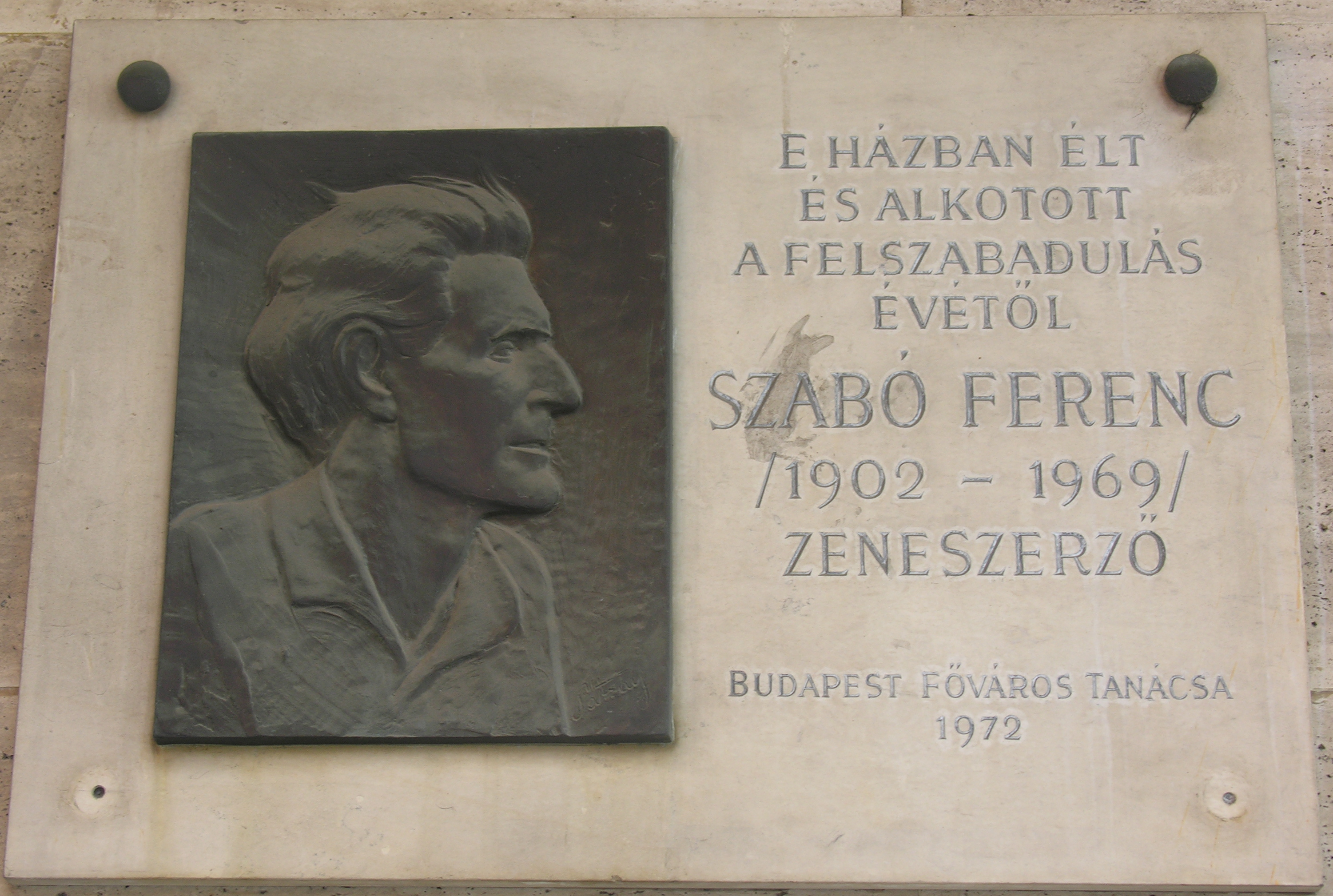
Szabó Ferenc emléktáblája utolsó lakhelyén, a Hollán Ernő (akkor Fürst Sándor) utca 33. szám alatt

Szabó Ferenc (Budapest, 1902. december 27. – Budapest, 1969. november 4.) Kossuth-díjas magyar zeneszerző.

## Élete, munkássága
Szegény körülmények között élt. Édesapja eredetileg falusi mészáros volt, de egy lórúgástól megsérülvén, fel kellett hagynia szakmájával, Budapestre költözött és itt pincérként dolgozott. Három gyermeke közül a későbbi zeneszerző volt a legidősebb. Szabó Ferenc a budapesti Piarista Gimnáziumban tanult, miközben éjszakai munkákból tartotta fenn magát. Az egyházi középiskolából – a Galilei Körben való részvétele és hangoztatott ateizmusa miatt – eltanácsolták, a Werbőczi (ma Petőfi) gimnáziumban tanult tovább. A képzőművészet is foglalkoztatta, a Tanácsköztársaság alatt a proletár tanműhelyben Uitz Béla és Nemes-Lampérth József növendéke volt. Közben hegedülni is tanult az Operaház egyik brácsásától – ebédhordás ellenében. 1921-től a Zeneakadémián tanult, előbb Weiner Leó, majd Siklós Albert tanítványa volt. Harmadévtől Kodály Zoltán osztályában tanult az 1926-os diplomaszerzésig.
1922-ben bekapcsolódott a munkásmozgalomba, 1925-től közreműködött a Szociáldemokrata Párt kulturális rendezvényeinek szervezésében. 1926-ban alapító tagja volt a Modern Magyar Muzsikusok Szabad Egyesületének (Kadosa Pál, Szelényi István és Kelen Hugó társaságában). 1928-tól munkáskórusokat vezetett. 1927-től illegális kommunista pártmunkát végzett, majd 1931-ben Sallai Imre futáraként Berlinbe utazott, az emigráns magyar írók és újságírók körében végzett szervező munkát. Innen emigrált 1932 áprilisában Moszkvába, ahol elvégezte a hároméves pártegyetemet. 1938-tól a szovjet zeneszerző egyesület nemzetközi kapcsolatokkal foglalkozó osztályát vezette. A második világháború kitörését követően önként belépett a Vörös Hadseregbe, majd főhadnagyi rangban vett részt a budapesti harcokban is (más források szerint az NKVD őrnagyaként tért Magyarországra).
A főváros felszabadulása után rövid ideig a Vörös Hadsereg lapjának, az Új Szónak volt a munkatársa. 1945 őszén kinevezték a Zeneművészeti Főiskola zeneszerzés tanszékvezető tanárává. 1950-től a Magyar Zeneművészek Szövetségének elnöke, majd 1951-től hét évig országgyűlési képviselő volt, 1954-ben a Magyar Dolgozók Pártja Központi Vezetősége tagja lett. Az 1956-os forradalom előtti években hatalmát felhasználva Révai Józseffel együtt a zsdanovi elvek mentén próbálta a magyar zenei életet átalakítani, a keményvonalas ideológián túl többek között a kor legkiválóbb zeneszerzőinek (pl. Veress Sándor, Lajtha László és Járdányi Pál) meghurcolásával. A forradalom után, 1958-tól a Zeneakadémia igazgatója volt, ahol folytatta ideológiai munkáját. 1961-ben egy Viski János meghurcolását kilátásba helyező beszédének hatására Viski még aznap rosszul lett, kórházba került és elhunyt. 1967-ben (tisztázatlan okból) nyugdíjazták. Ezután egészsége rohamosan hanyatlott. Élete utolsó két évében csak töredékben maradt operáján dolgozott.
Szabó Ferenc zenéje egyszerű, világos formákból áll. Tematikus világa a magyar népdal szelleméből fakad, harmóniavilága tonális, a kodályi stílusból ered. Pályafutása elején főleg kamaraműveket írt, filmzenéket hangszerelt (Meseautó, Hyppolit, a lakáj). Az 1930-as évek elejétől kórusfeldolgozásokat is komponált, például a Munkát! Kenyeret! című dalt. 1931-ben Londonban, nagy sikerrel mutatták be egy zenei ünnepélyen a Petőfi Sándor versére készült Farkasok dala című művét, de más kórusművei, dalai is ismertté váltak Európában. Főleg kórusműveket, kamaraműveket, szviteket, zongoradarabokat írt, de komponált filmzenéket is (Lúdas Matyi, Föltámadott a tenger). Légy jó mindhalálig című operáját maga már nem tudta befejezni, Borgulya András végezte el rajta a végső simításokat. 1969. november 4-én hunyt el Budapesten.

## Művei
- Színpadi művek
  - Lúdas Matyi, táncjáték, 1960
  - Légy jó mindhalálig, opera, 1969
- Vokális művek
  - Farkasok dala, 1929–1930
  - Aufbau der Stadt Traktorostroy, oratórium, 1931
  - Meghalt Lenin!, kantáta, 1933
  - Szegény ember nótái, 1946
  - Májusi ének, kantáta, 1950
  - Föltámadott a tenger, oratórium, 1955
  - Vallomás, kantáta, 1967
  - Petőfi-dalok, 1951
- Zenekari művek
  - Moldován rapszódia, 1941
  - „Hazatérés” concerto, 1948
  - Számadás, 1949
  - Ludas Matyi-szvit, 1950
  - Emlékeztető, szimfónia, 1952[2]
  - Felszabadult melódiák, 1955
  - Balettzene, 1961
  - Elfelejtett szerenád, 1964
  - Lírai szvit, vonós zenekarra, 1936
- Kamarazenei művek
  - 1. vonósnégyes, 1926
  - Szerenád, 1926–1927
  - Vonóshármas, 1927
  - Gordonka–zongoraszonáta, 1930
  - Zongorahármas, 1931
  - Air, hegedű–zongoraduó, 1953
  - 2. vonósnégyes, 1962
  - Sonata alla rapsodia, 1964
  - Rondo, gordonka–zongora, 1972
- Szólóművek
  - Toccata, zongora, 1928
  - Szólógordonka szonáta, 1929
  - Két szólóhegedű-szonáta, 1930–1931
  - 1. zongoraszonáta, 1940–1941
  - 2. zongoraszonáta, 1947
  - Három könnyű zongoradarab, 1949
  - 3. zongoraszonáta, 1957–1961
- Filmzenék
  - Lúdas Matyi, 1949
  - Különös házasság, 1951
  - Föltámadott a tenger, 1953
  - Szakadék, 1956
  - A harminckilences dandár, 1959

## Díjai, elismerései
- Kossuth-díj (1951, 1954)
- Érdemes művész (1952)
- Kiváló művész (1962)

### Monográfiák
- Pernye András: Szabó Ferenc; Zeneműkiadó, Budapest, 1965 (Mai magyar zeneszerzők)
- Maróthy János: Szabó Ferenc indulása. A "népi-lírai klasszicizmustól" az "expresszionizmusig". 1926–1928; Zeneműkiadó, Budapest, 1970
- Maróthy János: Zene, forradalom, szocializmus. Szabó Ferenc útja; Magvető, Budapest, 1975 ISBN 9632700732
- A zeneszerző Szabó. Emlékezések; szerk. Maróthy János; Zeneműkiadó, Budapest, 1984 ISBN 9633305217

### Szakirodalom
- Boros Attila: 30 év magyar operái. Budapest, 1979. Zeneműkiadó. ISBN 9633302897
- Gál György Sándor: Új operakaluz. 2. köt. Budapest, 1978. Zeneműkiadó ISBN 9633302420
- Kodály Zoltán levelei. Szerk. Legány Dezső. Budapest, 1982. Zeneműkiadó. ISBN 9633304482
- Ottó Péter: A Mesterhegedűs. Kovács Dénes emlékezik. Budapest, 2007. Európa K. ISBN 978 9630784276
- Tokaji András: Mozgalom és hivatal. Tömegdal Magyarországon 1945–1956. Budapest, 1983. Zeneműkiadó. ISBN 9633304601